# Liste der Abkürzungen antiker Autoren und Werktitel/I
| Abk. Autor | Autor                                                                       | Autor | Edition |
| | Abk. Werk                                                                   | Werktitel | Deutscher Titel |
| --- | --------------------------------------------------------------------------- | --- | --- |
| Anmerkung: Die Buchstaben I und J werden im Lateinischen nicht unterschieden. Bei Zitaten kann aber an die der deutschen Aussprache entsprechende Schreibweise angeglichen werden, d. h. statt Inst. Iust. erscheint Inst. Just. |                                                                             | | |
| Iambl. | Iamblichos von Chalkis                                                      | Iamblichos von Chalkis | |
| | de myst.                                                                    | de mysteriis | Über die Geheimlehren |
| | protr.                                                                      | protrepticus in philosophiam                                                                                                | Aufruf zur Philosophie |
| | theol. arithm.                                                              | theologumena arithmetica | |
| | vita Pyth. (v. P.)                                                          | de vita Pythagorica | Leben des Pythagoras |
| Iav. | Lucius Iavolenus Priscus                                                    | Lucius Iavolenus Priscus | |
| Ibyk. | Ibykos                                                                      | Ibykos | |
| ICr | Inscriptiones Creticae                                                      | Inscriptiones Creticae | Margherita Guarducci, Federico Halbherr (Rom 1935–1950)                                                                                |
| ICUR | Inscriptiones Christianae urbis Romae septimo saeculo antiquiores           | Inscriptiones Christianae urbis Romae septimo saeculo antiquiores                                                           | Giovanni Battista de Rossi (Rom 1861–1915); Nova Seria: hrsg. Giovanni Battista DeRossi, Angelo Silvagni, Antonio Ferrua (Rom 1922–92) |
| ID | Inscriptions de Délos                                                       | Inscriptions de Délos | Felix Dürrbach et al. (Paris 1926ff.)                                                                                                  |
| IG | Inscriptiones Graecae                                                       | Inscriptiones Graecae | Adolf Kirchhoff, Ulrich Köhler, Wilhelm Dittenberger (Berlin 1873ff)                                                                   |
| IGBulg | Inscriptiones Graecae in Bulgaria repertae                                  | Inscriptiones Graecae in Bulgaria repertae                                                                                  | Georgi Michajlov (Serdicae 1956 ff) |
| IGLSyr | Inscriptions grecques et latines de la Syrie                                | Inscriptions grecques et latines de la Syrie                                                                                | Louis Jalabert, René Mouterde (Paris 1929–1986)                                                                                        |
| Ign. | Ignatius von Antiochien                                                     | Ignatius von Antiochien | |
| | ep.                                                                         | epistulae Ἐπιστολαί (Epistolaí)                                                                                             | Briefe |
| | Eph.                                                                        | ad Ephesios | Epheserbrief |
| | Magn.                                                                       | ad Magnesios | Magnesierbrief |
| | Phld.                                                                       | ad Philadelphios | Philadelphierbrief |
| | Pol.                                                                        | ad Polycarpum | Polykarpbrief |
| | Röm.                                                                        | ad Romanos | Römerbrief |
| | Sm.                                                                         | ad Smyrnæos | Smyrnäerbrief |
| | Trall.                                                                      | | Trallianerbrief |
| IGRom (IGRR) | Inscriptiones Graecae ad res Romanas pertinentes                            | Inscriptiones Graecae ad res Romanas pertinentes                                                                            | René Cagnat (1906–27) |
| IGUrbRom (IGUR) | Inscriptiones Graecae Urbis Romae                                           | Inscriptiones Graecae Urbis Romae                                                                                           | Luigi Moretti (Rom 1968 ff) |
| II | Inscriptiones Italiae                                                       | Inscriptiones Italiae | Albino Garzetti (Rom 1948–1986) |
| Ijob | Buch Ijob                                                                   | Buch Ijob | |
| Il. | Homer Ilias                                                                 | Homer Ilias | |
| Il. parv. | Ilias parva (Ἰλιὰς μικρά Ilias mikra „Kleine Ilias“)                        | Ilias parva (Ἰλιὰς μικρά Ilias mikra „Kleine Ilias“)                                                                        | |
| Il. Pers. | Iliu persis                                                                 | Iliu persis | |
| ILCV | Inscriptiones Latinae Christianae veteres                                   | Inscriptiones Latinae Christianae veteres                                                                                   | Ernst Diehl (Berlin 1925/31) |
| ILLRP | Inscriptiones latinae liberae rei publicae                                  | Inscriptiones latinae liberae rei publicae                                                                                  | Attilio Degrassi (Rom 1957ff.) |
| ILS | Inscriptiones latinae selectae                                              | Inscriptiones latinae selectae                                                                                              | Hermann Dessau (Berlin 1892–1916) |
| InsAph | Inscriptions of Aphrodisias Project                                         | Inscriptions of Aphrodisias Project                                                                                         | |
| Inschr. Hierap. | Inschriften von Hierapolis                                                  | Inschriften von Hierapolis                                                                                                  | Walther Judeich (Berlin 1898) |
| Inschr. Magn. | Die Inschriften von Magnesia am Maeander                                    | Die Inschriften von Magnesia am Maeander                                                                                    | Otto Kern (Berlin 1900) |
| Inschr. Perg. | Die Inschriften von Pergamon                                                | Die Inschriften von Pergamon                                                                                                | Max Fränkel (Die Altertümer von Pergamon 8,1.2; Berlin 1890/95)                                                                        |
| Inschr. Priene | Inschriften von Priene                                                      | Inschriften von Priene | Friedrich Hiller von Gaertringen (Berlin 1906)                                                                                         |
| Inscr. Dél | Inscriptions de Délos                                                       | Inscriptions de Délos | Felix Dürrbach (Paris 1926–37) |
| Inscr. Ant. Sept | Inscriptiones antiquae orae septentrionalis Ponti Euxini Graecae et Latinae | Inscriptiones antiquae orae septentrionalis Ponti Euxini Graecae et Latinae                                                 | Basilius Latyschev, 2. Aufl. (St. Petersburg 1890–1916)                                                                                |
| Inscr. Gr. Ant. | Inscriptiones Graecae antiquissimae praeter atticas in attica repertas      | Inscriptiones Graecae antiquissimae praeter atticas in attica repertas                                                      | Hermann Röhl (Berlin 1882) |
| Inscr. Gr. Lat. Syr. | Inscriptions grecques et latines de la Syrie                                | Inscriptions grecques et latines de la Syrie                                                                                | Louis Jalabert, René Mouterde (Paris 1929ff)                                                                                           |
| Inscr. Gr. Urb. Rom. | Inscriptiones Graecae Urbis Romae                                           | Inscriptiones Graecae Urbis Romae                                                                                           | Luigi Moretti (Rom 1968/90) |
| Inscr. Ital. | Inscriptiones Italiae                                                       | Inscriptiones Italiae | Attilio Degrassi (Rom 1931 ff) |
| Inst. Iust. | Buchbestandteil des Corpus Iuris Civilis, die Institutiones Iustiniani      | Buchbestandteil des Corpus Iuris Civilis, die Institutiones Iustiniani                                                      | Paul Krüger (CIC Bd. 1, Berlin 1905)                                                                                                   |
| Io. Lyd. | Johannes Lydos siehe Lyd.                                                   | Johannes Lydos siehe Lyd.                                                                                                   | |
| Ioh. Chrys. | Johannes Chrysostomos siehe Joh. Chrys.                                     | Johannes Chrysostomos siehe Joh. Chrys.                                                                                     | |
| Ioh. Mal. | Johannes Malalas                                                            | Johannes Malalas | |
| |                                                                             | chronographia | |
| I.Olympia | Die Inschriften von Olympia                                                 | Die Inschriften von Olympia                                                                                                 | Wilhelm Dittenberger, Karl Purgold (Berlin, 1896)                                                                                      |
| Ion | Ion von Chios                                                               | Ion von Chios | |
| | trag.                                                                       | tragoediae | Tragödien |
| Iord. | Jordanes                                                                    | Jordanes | |
| | Get.                                                                        | de origine actibusque Getarum                                                                                               | Ursprung und Taten der Goten |
| | Rom.                                                                        | de summa temporum vel origine actibusque gentis Romanorum                                                                   | |
| Ios. | Flavius Josephus                                                            | Flavius Josephus | |
| | ant. Iud. (arch.)                                                           | antiquitates Iudaicae Ἰουδαική ἀρχαιολογία (Ioudaikḗ archaiología)                                                          | Jüdische Altertümer |
| | bell. Iud.                                                                  | de bello Iudaico Περὶ τοῦ Ἰουδαικοῦ πολέµου (Perì toû Ioudaikoû polémou)                                                    | Jüdischer Krieg |
| | c. Ap.                                                                      | contra Apionem Πρὸς Ἀπίωνα (Pròs Apíōna)                                                                                    | Gegen Apion |
| | vita (bios)                                                                 | de sua vita (vita Iosephi) Ἰωσήφου βίος (Iōsḗphou bíos)                                                                     | Leben |
| IPE | Inscriptiones antiquae orae septentrionalis Ponti Euxini Graecae et Latinae | Inscriptiones antiquae orae septentrionalis Ponti Euxini Graecae et Latinae                                                 | Basilius Latyschev, 2. Aufl. (St. Petersburg 1890/1916)                                                                                |
| I.Pergamon | Die Inschriften von Pergamon                                                | Die Inschriften von Pergamon                                                                                                | Max Fränkel (Berlin 1890, 1895) |
| Iren. | Irenäus von Lyon                                                            | Irenäus von Lyon | |
| | adv. haer.                                                                  | adversus haereses | Entlarvung und Widerlegung der so genannten Erkenntnis                                                                                 |
| Is. | Isaios                                                                      | Isaios | |
| |                                                                             | orationes | Reden |
| ISG | Iggeret Rav Scherira Gaon                                                   | Iggeret Rav Scherira Gaon                                                                                                   | |
| Isid. | Isidor von Sevilla                                                          | Isidor von Sevilla | |
| | diff.                                                                       | differentiae | |
| | eccl. off.                                                                  | de ecclesiasticis officiis                                                                                                  | |
| | etym.                                                                       | Etymologiarum sive originum libri                                                                                           | |
| | fid. cathol.                                                                | de fide catholica contra Iudaeos                                                                                            | |
| | nat.                                                                        | de natura rerum | |
| | orig.                                                                       | origines (etymologiae) | |
| | ortu                                                                        | de ortu et obitu patrum | |
| | vir. ill.                                                                   | de viris illustribus | |
| Isidor. | Isidoros von Charax                                                         | Isidoros von Charax | |
| | mans. Parth.                                                                | mansiones Parthicae | Parthische Wegstationen |
| Isokr. | Isokrates                                                                   | Isokrates | |
| | epist.                                                                      | epistulae | Briefe |
| | or.                                                                         | orationes | Reden |
| Itin. Anton. | Itinerarium provinciarum Antonini Augusti                                   | Itinerarium provinciarum Antonini Augusti                                                                                   | |
| Itin. Ant. Marit. | Itinerarium Antonini Augusti maritimum                                      | Itinerarium Antonini Augusti maritimum                                                                                      | |
| Itin. Aug. | Itinerarium Augusti                                                         | Itinerarium Augusti | |
| Itin. Burdig. | Itinerarium Burdigalense (auch Itinerarium Hierosolymitanum)                | Itinerarium Burdigalense (auch Itinerarium Hierosolymitanum)                                                                | |
| Itin. Gad. | Itinerarium Gaditanum                                                       | Itinerarium Gaditanum | |
| Itin. Plac. | Itinerarium Placentini                                                      | Itinerarium Placentini | |
| Iudc | Buch der Richter (Iudices)                                                  | Buch der Richter (Iudices)                                                                                                  | |
| Iul. | Julian (Kaiser)                                                             | Julian (Kaiser) | |
| | ad Ath.                                                                     | epistulae ad Athenienses | Briefe an die Athener |
| | ad Them.                                                                    | epistula ad Themistium | |
| | c. Gal.                                                                     | contra Galileos (in Galileos)                                                                                               | |
| | Caes.                                                                       | Caesares | |
| | epist.                                                                      | epistulae | |
| | in Gal.                                                                     | in Galilaeos | |
| | mis.                                                                        | Misopogon | |
| | or.                                                                         | orationes | |
| | symp.                                                                       | symposion | Gastmahl |
| Iul. Vict. | Caius Julius Victor                                                         | Caius Julius Victor | |
| | rhet.                                                                       | ars rhetorica | Redekunst |
| Iust. | Junianus Justinus                                                           | Junianus Justinus | |
| |                                                                             | epitoma historiarum Philippicarum                                                                                           | |
| Iust. Mart. | Justin der Märtyrer                                                         | Justin der Märtyrer | |
| | apol. 1                                                                     | apologia maior Ἀπολογία ὑπὲρ Χριστιανῶν πρὸς Ἀντωνῖνον τὸν ἐυσεβῆ (Apología hypèr Christianôn pròs Antōnînon tòn eusebê)    | |
| | apol. 2                                                                     | apologia minor Ἀπολογία ὑπὲρ Χριστιανῶν πρὸς τὴν Ῥωµαίων σύγκλητον (Apología hypèr Christianôn pròs tḕn Rhōmaíōn sýnklēton) | |
| | dial.                                                                       | dialogus cum Tryphonae Iudaeo Πρὸς Τρύφωνα Ἰουδαῖον διάλογος (Pròs Trýphōna Ioudaîon diálogos)                              | Dialog mit dem Juden Tryphon |
| Iuv. | Juvenal                                                                     | Juvenal | |
| |                                                                             | saturae | Satiren |
| Iuvenc. | Juvencus                                                                    | Juvencus | |
| |                                                                             | evangelia | |
| IvE | Die Inschriften von Ephesos                                                 | Die Inschriften von Ephesos                                                                                                 | Hermann Wankel et al. (Bonn 1979–1984)                                                                                                 |

| Legende zu den Farben der Autoreneinträge | Legende zu den Farben der Autoreneinträge | Legende zu den Farben der Autoreneinträge | Legende zu den Farben der Autoreneinträge                                                      |
| ----------------------------------------- | ----------------------------------------- | ----------------------------------------- | ---------------------------------------------------------------------------------------------- |
|                                           | Autor                                     | Autor                                     | Autorenabkürzung                                                                               |
| SW                                        | Sammelwerk                                | Sammelwerk                                | Sammlung oder Sammelwerk (sowohl moderne als auch antike)                                      |
| AN                                        | Anonym                                    | Anonym                                    | Schrift eines einzelnen, unbekannten Autors                                                    |
| BS                                        | Biblische Schrift                         | Biblische Schrift                         | Schrift des AT oder NT (auch Apokryphen)                                                       |
| RS                                        | Rabbinische Schrift                       | Rabbinische Schrift                       | Mischna, Talmud und sonstige hebräische, nichtbiblische Schrift                                |
| X                                         | Sonstiges                                 | Sonstiges                                 | Abkürzung von Lexikon, Referenz- oder Nachschlagewerk, Schriftreihe etc.; allgemeine Abkürzung |